# Идлиб

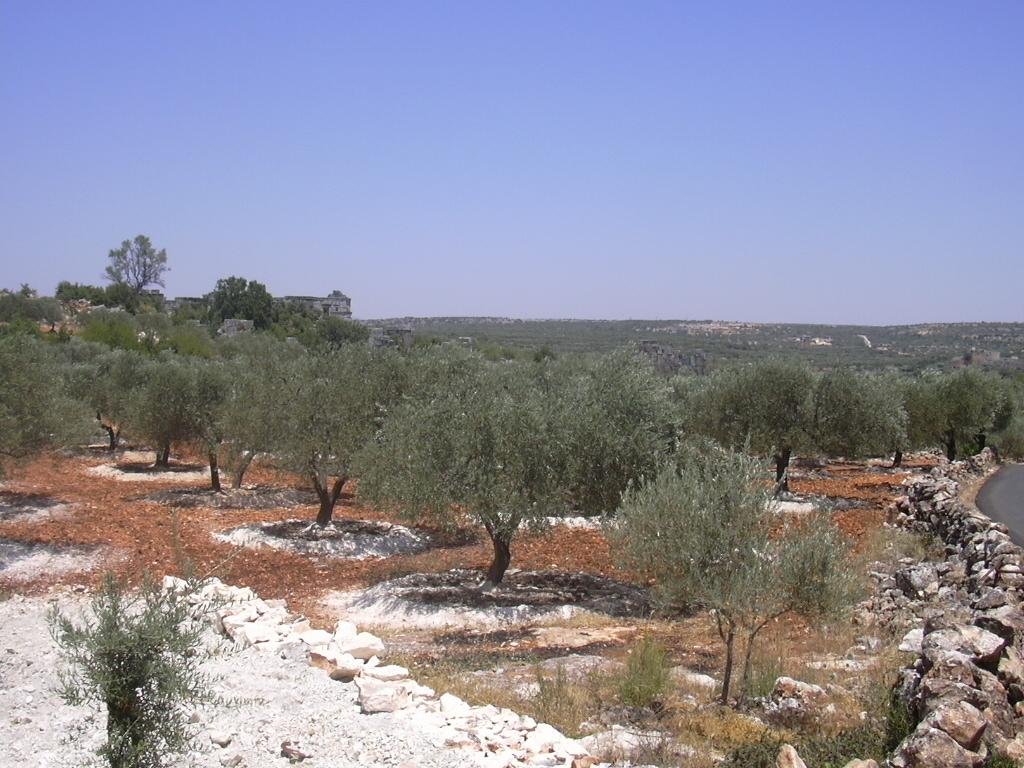
Оливковая роща в окрестностях Идлиба

И́длиб (араб. إِدْلِب‎) — город на северо-западе Сирии, административный центр одноимённой мухафазы. Находится недалеко от границы с Турцией.
Город сильно пострадал во время Гражданской войны в Сирии.

## Этимология
Существует несколько мнений о названии города:
Первое мнение: Идлиб — это составное название, как в арамейском языке, составленное из «Адад» — общего божества (того же, что и «Хадад») — бога бурь и грома. Вторая часть слова, «лаб», означает на арамейском и сирийском языках «ядро, сердце или центр чего-либо». Тогда, слово «Идлиб» означает «центр Адада» или место поклонения богу Адад. Вероятно, что в регионе Идлиба был языческий храм, посвященный этому богу. Считается, что этот языческий храм находился на месте мечети, построенной Омейядами. Когда в регионе распространилось христианство, этот языческий храм был преобразован в монастырь. Затем, с арабским исламским завоеванием, этот монастырь был преобразован в мечеть.
Второе мнение: Идлиб происходит от арамейского слова «Idilbu» (араб. إدلبو‎), что означает место сбора и продажи сельскохозяйственных культур. 
Третье мнение: Идлиб происходит от сирийского: «ид» означает руку, а «лаб» означает сердце. Таким образом, буквальный перевод названия города — рука сердца.

## История

### Неолит
Неолитическое поселение, датируемое 8500 годом до н. э., было обнаружено в Телль-Айн-эль-Керх, недалеко от Идлиба. В табличках из Эблы (2350 год до н. э.) упоминается город 𒁺𒄷𒆷𒇥𒌝 (ду-ху-ла-бу6-ум «Духулабуум»). который, скорее всего, находился на территории современного Идлиба. 

### Античность
Идлиб был завоёван армянским царём Тиграном Великим и включён в состав Армянского царства, а затем, около 64 г. до н. э., завоёван Римской республикой полководцем Помпеем Великим. Город никогда не имел большого значения и принадлежал провинции Сирия, пока не был завоёван арабами примерно в середине VII века. 
На данный момент от римского и византийского периодов в городе мало что сохранилось, кроме музея. К северу от города находятся Мёртвые деревни — комплекс важных археологических памятников византийской эпохи.

### Османское правление
Территория современного Идлиба был под властью Османской империи 402 года (с 1516 по 1918). Был основан Фазилем Ахмед-пашой, губернатором Дамасского эялета, в 1656-1661 году как тимар. В последующие годы Идлиб начал перерастать в полноценный город.

Мухаммад Паша аль-Кубрули разработал план города. Он построил рынок и 2 гостиницы, организовал рынок для каждого ремесла и вымостил улицы города камнем.   

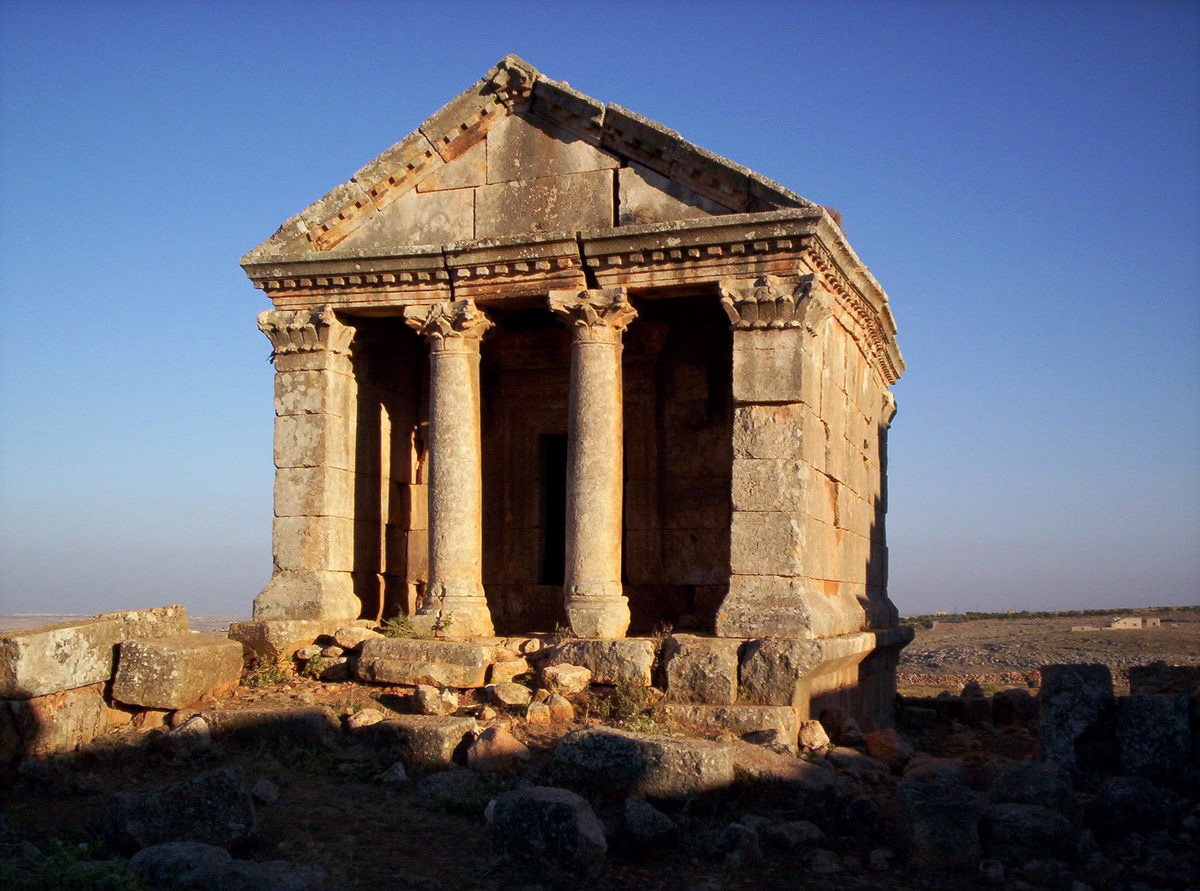
Византийский храм в Рувейхе недалеко от Идлиба

В Средние века город был центром производства оливок и оливкового мыла. Основным рынком сбыта мыла, сделанного в Идлибе, являлись крупные сирийские города Алеппо, Хама, Антиохия, однако оно также экспортировалось в столицу империи — Стамбул. Западный путешественник Джозайя Лесли Портер описывал Идлиб как «окружённый оливковыми рощами, редкими в этом суровом регионе», рощи были больше, чем в Дамаске, Бейруте и Газе. В конце XIX века в городе проживало 8000 человек, включая 500 христиан. Город стремительно развивался. В Идлибе был популярный рынок и целых 14 мечетей. 
Как и другие сирийские города в начале двадцатого века, Идлиб пострадал от голода из-за Первой Мировой войны. Город был опустошен, а мужчины были призваны на военную службу. Продовольствие и урожай города были конфискованы для фронта.  
Османское правление закончилось вместе с падением Османской империи после Первой Мировой войны.

### Французское правление
После конференции в Сен-Ремо, Лига Наций выдала Франции мандат на управление Сирией и Ливаном. Так город Идлиб  де-факто стал подчиняться Парижу, что не понравилось арабскому населению Сирии. Город стал оплотом восстания Ибрагима Ханану против французской оккупации и сначала был разграблен восставшими, а затем сожжён французской армией в середине декабря 1920 года. Восстание всё же удалось подавить, однако город останется нелояльным по отношению к французской оккупации вплоть до 18 января 1945 года, пока последние не ушли из города в связи с прекращением французского мандата на Сирию.

### Идлиб в независимой Сирии
Идлиб стал центром собственной мухафазы в 1958 году после того, как Гамаль Абдель Насер, президент Объединенной Арабской Республики, посетил город по просьбе его жителей. Впоследствии он отменил административную принадлежность города к Алеппо и объявил его центром провинции Идлиб.

#### Гражданская война
В 2011 году, вслед за событиями в Даръа, провинцию Идлиб охватили волнения и антиправительственные выступления. Вооружённые нападения на представителей власти начались здесь ещё в апреле. В июне сирийские силовики в городе Джиср-эш-Шугур на востоке провинции Идлиб потеряли убитыми, в том числе во время нападения на штаб-квартиру городской полиции и спецслужб, 120 человек.
В 2012 году, с началом гражданской войны, город был занят исламистами. Они контролировали город несколько месяцев. 13 марта 2012 года правительственные войска после трёхдневного штурма заняли город.
В июле того же года сообщалось, что большая часть провинции Идлиб снова оказалась под контролем повстанцев.
В конце марта 2015 года город, в результате упорных боев, заняли террористические группы различных исламистских организаций, в том числе «Джебхат ан-Нусра».
В июле 2017 года «Джебхат Фатх аш-Шам» взял штурмом город Идлиб, причём бои шли не с правительственными силами, а с конкурирующими группировками.
С 2017 года контролируется группировкой «Хайят Тахрир аш-Шам».

#### После падения режима Асада
После наступления сирийской оппозиции в конце ноября 2024 года началось массовое возвращение беженцев: тысячи сирийцев, живших в лагерях у турецкой границы, вернулись в Идлиб. Однако большая часть домов разрушена, и люди вынуждены селиться в палатках среди руин. 
Правительство наладило сбор мусора, работу светофоров, патрулирование улиц и ремонт дорог. Жители отмечают, что при ХТШ инфраструктура развивается активнее, чем при Асаде.

## География
Расстояние до Алеппо — 40 км, до Латакии — 168 км, до Хамы — 121 км.
До границы с Турцией — 25 км.

## Климат
Климат Идлиба сухой, средиземноморский. Лето жаркое и без дождей, а зима дождливая и прохладная. Влажность низкая
| Показатель                    | Янв. | Фев. | Март | Апр. | Май  | Июнь | Июль | Авг. | Сен. | Окт. | Нояб. | Дек. | Год  |
| ----------------------------- | ---- | ---- | ---- | ---- | ---- | ---- | ---- | ---- | ---- | ---- | ----- | ---- | ---- |
| Абсолютный максимум, °C       | 20   | 21   | 26   | 35   | 37   | 44   | 42   | 39   | 38   | 37   | 29    | 24   | 44   |
| Средний суточный максимум, °C | 11,2 | 13,4 | 17,4 | 22,1 | 27,1 | 31,3 | 34   | 34,2 | 31,2 | 26,2 | 18,7  | 12,8 | 23,3 |
| Средняя температура, °C       | 6,5  | 8,2  | 11,7 | 15,9 | 20,4 | 24,5 | 27   | 27,1 | 24,3 | 20   | 13,1  | 8    | 17,2 |
| Средний суточный минимум, °C  | 2,5  | 3,6  | 6,4  | 9,9  | 13,9 | 17,7 | 20,5 | 21,1 | 18,5 | 14,7 | 8,4   | 4,1  | 11,8 |
| Абсолютный минимум, °C        | −5   | −5   | 1    | 1    | 8    | 15   | 18   | 20   | 13   | 3    | −4    | −5   | −5   |
| Норма осадков, мм             | 63   | 55   | 43   | 27   | 19   | 4    | 0    | 0    | 5    | 21   | 35    | 62   | 334  |
| Источник: ClimateData         |      |      |      |      |      |      |      |      |      |      |       |      |      |

## Экономика
Большинство населения Идлиба занято в сельскохозяйственном секторе города Алеппо. Почва вокруг Идлиба весьма плодородна, здесь выращивают хлопок, зерно, оливки, инжир, виноград, томаты, кунжут и миндаль. Стекольная промышленность, производство мыла.

## Спорт
В городе базируется футбольный клуб Умайя «Идлиб».